# Ladislav Hojný
Ladislav Hojný (* 30. července 1944, Praha) je český akademický malíř, ilustrátor, grafik a typograf, otec Josef Hojný, prof. hudby, matka Drahomíra, roz. Zítková. 

## Život
Ladislav Hojný vystudoval v letech 1963–1969 užitou a propagační grafiku na Vysoké škole uměleckoprůmyslové v Praze pod vedením profesorů Josefa Nováka a Antonína Strnadela. V letech 1969–1989 působil jako grafik v redakci časopisu Ahoj na sobotu, poté pracoval v různých periodikách a od roku 1993 do roku 2004 byl grafikem v redakci časopisu Ministerstva vnitra České republiky Veřejná správa a současně kreslil drobné satirické kresby pro českou mutaci pánského časopisu Playboy. Od roku 2003 kreslí a píše Výlety do malých a nejmenších obcí Středočeského kraje, kterými dokumentuje mizející venkov..

## Z knižních ilustrací
- Farley Mowat: Stopy ve sněhu: Kletba vikingova hrobu (1992).
- Ladislav Mikeš Pařízek: Hledači ztraceného stínu (1990).
- Ladislav Mikeš Pařízek: Songaré (1974).